# Ramaria flaviceps
Ramaria flaviceps är en svampart som beskrevs av Corner, K.S. Thind & Anand 1956. Ramaria flaviceps ingår i släktet Ramaria och familjen Gomphaceae.   Inga underarter finns listade i Catalogue of Life.